# Koldioxidintensitet

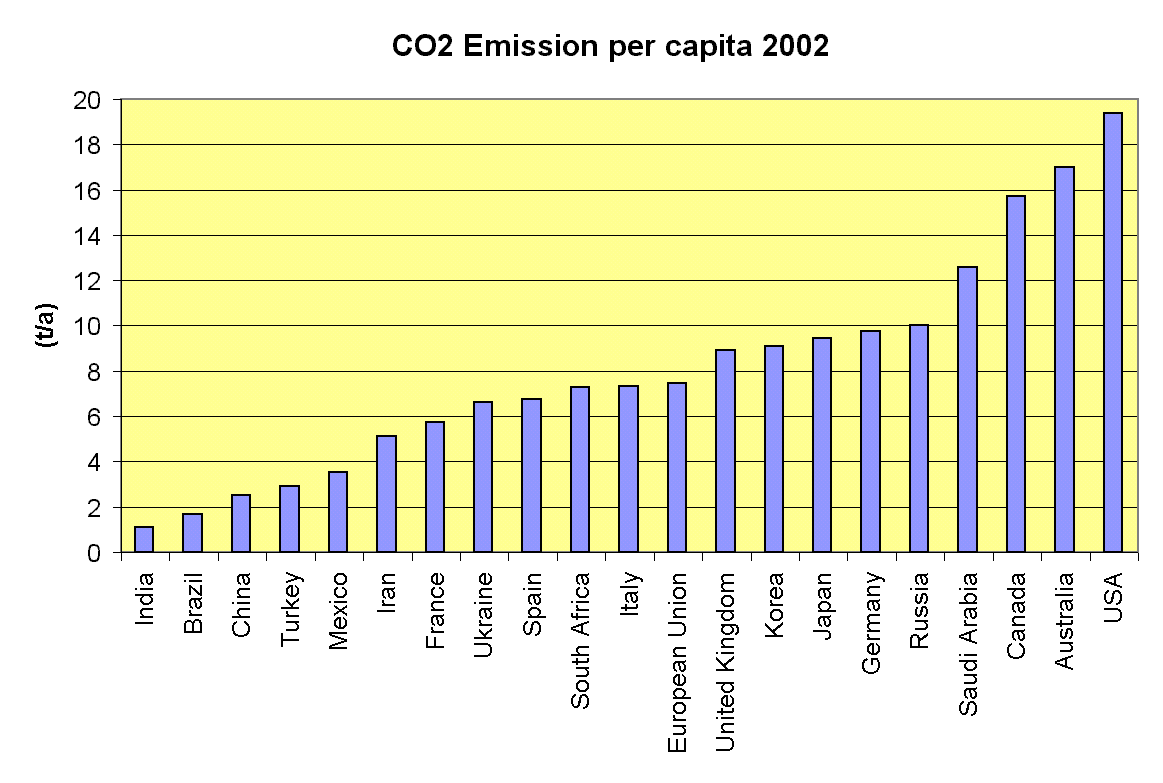
Koldioxidutsläpp i ton per capita 2002.

Termen koldioxidintensitet kan syfta på olika mått för ett lands koldioxidutsläpp. Det kan vara total- eller nettoutsläpp i förhållande till landets BNP, eller i förhållande till landets energikonsumtion. De första innebär grova mått på kvoten mellan de totala koldioxidutsläppen och den ekonomiska aktiviteten. Ett annat relaterat mått är att titta på koldioxidutsläppen för ett land som andel av landets befolkning, koldioxid per capita. Länder med stor servicesektor har ofta en fördel då service inte genererar lika mycket CO2 som produktion, då särskilt oljeproduktion.
De flesta länder har blivit mer CO2-effektiva mellan 1965 och 1999. Kriser har viss påverkan på hur det sker.

## Sverige
Under 2020 var Sverige ett av de länder som tillhör OECD och som släppte ut minst mängd koldioxid per enhet av producerat värde. Bara Schweiz, Danmark och Irland hade en lägre koldioxidintensitet än Sverige. Detta betyder att Sverige har lyckats minska sin koldioxidavtryck i förhållande till sin ekonomiska produktion jämfört med andra länder.
Sverige har också gjort betydande framsteg i att öka sin produktions effektivitet. Sedan 1990 har landets produktion blivit mer än dubbelt så effektiv. Detta innebär att Sverige har lyckats minska sin koldioxidutsläpp per enhet av produktion genom att använda resurserna på ett mer effektivt sätt.
Dessa resultat är ett bevis på att det är praktiskt möjligt att minska koldioxidutsläppen och öka produktiviteten samtidigt. Sveriges prestation visar att det är möjligt att uppnå en hållbar utveckling och att minska miljöpåverkan utan att äventyra den ekonomiska tillväxten.
Måttet kan även användas när analys av investeringar görs.

## Iran, Kina, Ryssland, och Saudiarabien
Iran, Kina, Ryssland, och Saudiarabien är de länder med minst effektiva ekonomier mätt i koldioxidintensitet.